# Tasa de fertilidad
| 7–8 hijos 6–7 hijos 5–6 hijos 4–5 hijos | 3–4 hijos 2–3 hijos 1–2 hijos 0–1 hijos |

Tasa de fertilidad por países (TFR). Fuente: The World Factbook 2021.
7–8 hijos
6–7 hijos
5–6 hijos
4–5 hijos
3–4 hijos
2–3 hijos
1–2 hijos
0–1 hijos

La tasa de fertilidad o tasa especial de fecundidad es una variable demográfica que muestra el número promedio de hijos que nacerían por mujer si todas las mujeres vivieran hasta el final de sus años fértiles y dieran a luz de acuerdo con la tasa de fecundidad promedio para cada edad.

## Tasa de fertilidad y tasa de fecundidad general
La tasa total de fecundidad es una medida más objetiva del nivel de fecundidad que la tasa bruta de natalidad, ya que se refiere a los nacimientos por mujer. Esta variable muestra el potencial de los cambios demográficos en el país. 
Se suelen utilizar los siguientes índices para medir los hijos nacidos:
- Tasa de fertilidad: número medio de hijos nacidos de las mujeres que, en una determinada sociedad o grupo, han completado su ciclo reproductivo.

- Tasa de fecundidad general: número de nacimientos con vida por cada 1000 mujeres de edades comprendidas entre los 15 y los 49 años, en un año dado.

## Tasa promedio de sustitución para una población
Un promedio igual a dos hijos por mujer se considera la tasa de sustitución idónea para una población, dando lugar a una relativa estabilidad en términos de cifras totales. Promedios por encima de dos hijos por mujer indican poblaciones en aumento y cuya edad media está disminuyendo. Tasas más elevadas también puede indicar dificultades para las familias, en algunas situaciones, para alimentar y educar a sus hijos y para las mujeres que desean entrar a la fuerza de trabajo. Promedios por debajo de dos hijos por mujer indican una disminución del tamaño de la población y una edad media cada vez más elevada.

## Tasas mundial de fertilidad (2024)
Se calcula sumando las tasas de fecundidad específicas por edad definidas en intervalos de cinco años. Suponiendo que no haya migración neta y que la mortalidad no cambie, una tasa de fecundidad total de 2,10 hijos por mujer en sociedades desarrolladas garantiza una población estable en términos generales.
| N.º | País                                      | Nacimientos por mujer (2024 est.) |
| --- | ----------------------------------------- | --------------------------------- |
| 1   | Níger                                     | 6,64                              |
| 2   | Angola                                    | 5,70                              |
| 3   | República Democrática del Congo           | 5,49                              |
| 4   | Mali                                      | 5,35                              |
| 5   | Benín                                     | 5,34                              |
| 6   | Chad                                      | 5,24                              |
| 7   | Uganda                                    | 5,17                              |
| 8   | Somalia                                   | 5,12                              |
| 8   | Sudán del Sur                             | 5,09                              |
| 10  | Burundi                                   | 4,90                              |
| 11  | Guinea                                    | 4,78                              |
| 12  | Mozambique                                | 4,66                              |
| 13  | Guinea-Bisáu                              | 4,62                              |
| 14  | Nigeria                                   | 4,52                              |
| 15  | Sudán                                     | 4,47                              |
| 16  | Camerún                                   | 4,44                              |
| 17  | Afganistán                                | 4,43                              |
| 18  | Zambia                                    | 4,42                              |
| 19  | Tanzania                                  | 4,27                              |
| 20  | Togo                                      | 4,13                              |
| 21  | Guinea Ecuatorial                         | 4,12                              |
| 22  | Senegal                                   | 4,06                              |
| 23  | Burkina Faso                              | 4,02                              |
| 24  | Timor Oriental                            | 3,98                              |
| 25  | República Centroafricana                  | 3,94                              |
| 26  | Liberia                                   | 3,93                              |
| 27  | Etiopía                                   | 3,84                              |
| 28  | Papúa Nueva Guinea                        | 3,79                              |
| 29  | Congo                                     | 3,79                              |
| 30  | Sierra Leona                              | 3,61                              |
| 31  | Tayikistán                                | 3,56                              |
| 32  | Ghana                                     | 3,56                              |
| 33  | Gambia                                    | 3,52                              |
| 34  | Cisjordania                               | 3,49                              |
| 35  | Madagascar                                | 3,47                              |
| 36  | Zimbabue                                  | 3,47                              |
| 37  | Eritrea                                   | 3,43                              |
| 38  | Mauritania                                | 3,40                              |
| 39  | Costa de Marfil                           | 3,40                              |
| 40  | Pakistán                                  | 3,32                              |
| 41  | Santo Tomé y Príncipe                     | 3,31                              |
| 42  | Franja de Gaza                            | 3,26                              |
| 43  | Gabón                                     | 3,21                              |
| 44  | Malaui                                    | 3,19                              |
| 45  | Kenia                                     | 3,16                              |
| 46  | Ruanda                                    | 3,14                              |
| 47  | Irak                                      | 3,10                              |
| 48  | Libia                                     | 3,00                              |
| 49  | Argelia                                   | 2,94                              |
| 50  | Israel                                    | 2,92                              |
| 51  | Namibia                                   | 2,89                              |
| 52  | Jordania                                  | 2,87                              |
| 53  | Lesoto                                    | 2,85                              |
| 54  | Yemen                                     | 2,82                              |
| 54  | Tuvalu                                    | 2,78                              |
| 55  | Islas Salomón                             | 2,77                              |
| 57  | Uzbekistán                                | 2,77                              |
| 58  | Filipinas                                 | 2,75                              |
| 59  | Guam                                      | 2,73                              |
| 60  | Siria                                     | 2,69                              |
| 61  | Islas Marshall                            | 2,67                              |
| 62  | Tonga                                     | 2,65                              |
| 63  | Egipto                                    | 2,65                              |
| 64  | Omán                                      | 2,64                              |
| 65  | Comoras                                   | 2,61                              |
| 66  | Kazajistán                                | 2,66                              |
| 67  | Islas Marianas del Norte                  | 2,56                              |
| 68  | Vanuatu                                   | 2,56                              |
| 69  | Nauru                                     | 2,55                              |
| 70  | Guatemala                                 | 2,52                              |
| 71  | Kirguistán                                | 2,45                              |
| 72  | Haití                                     | 2,44                              |
| 73  | Suazilandia                               | 2,37                              |
| 74  | Panamá                                    | 2,35                              |
| 75  | Botsuana                                  | 2,34                              |
| 76  | Honduras                                  | 2,33                              |
| 77  | Samoa                                     | 2,33                              |
| 78  | Sudáfrica                                 | 2,27                              |
| 79  | Islas Feroe                               | 2,27                              |
| 80  | Marruecos                                 | 2,25                              |
| 81  | Laos                                      | 2,24                              |
| 82  | Kuwait                                    | 2,21                              |
| 83  | Ecuador                                   | 2,21                              |
| 84  | Fiyi                                      | 2,21                              |
| 85  | Bolivia                                   | 2,20                              |
| 86  | Micronesia                                | 2,19                              |
| 87  | Venezuela                                 | 2,18                              |
| 88  | Camboya                                   | 2,17                              |
| 89  | Argentina                                 | 2,15                              |
| 90  | Perú                                      | 2,15                              |
| 91  | Kiribati                                  | 2,15                              |
| 92  | República Dominicana                      | 2,15                              |
| 93  | Sri Lanka                                 | 2,13                              |
| 94  | Yibuti                                    | 2,11                              |
| 95  | Cabo Verde                                | 2,10                              |
| 96  | Bangladés                                 | 2,07                              |
| 97  | Samoa Americana                           | 2,06                              |
| 98  | Jamaica                                   | 2,05                              |
| 99  | Guyana                                    | 2,05                              |
| 100 | Belice                                    | 2,05                              |
| 101 | India                                     | 2,03                              |
| 102 | Vietnam                                   | 2,03                              |
| 103 | Turkmenistán                              | 2,02                              |
| 104 | Islas Cook                                | 2,02                              |
| 105 | El Salvador                               | 2,02                              |
| 106 | Dominica                                  | 2,01                              |
| 107 | San Martín (Países Bajos)                 | 1,97                              |
| 108 | Islas Vírgenes de los Estados Unidos      | 1,97                              |
| 109 | Birmania                                  | 1,97                              |
| 110 | Indonesia                                 | 1,96                              |
| 111 | Curazao                                   | 1,96                              |
| 112 | Georgia                                   | 1,95                              |
| 113 | Islandia                                  | 1,94                              |
| 114 | Colombia                                  | 1,94                              |
| 115 | Túnez                                     | 1,93                              |
| 116 | Antigua y Barbuda                         | 1,93                              |
| 117 | Irán                                      | 1,91                              |
| 118 | Granada                                   | 1,90                              |
| 119 | Turquía                                   | 1,90                              |
| 120 | Catar                                     | 1,90                              |
| 121 | Francia                                   | 1,90                              |
| 122 | Surinam                                   | 1,89                              |
| 123 | Gibraltar                                 | 1,89                              |
| 124 | Groenlandia                               | 1,88                              |
| 125 | Bermudas                                  | 1,88                              |
| 126 | Paraguay                                  | 1,88                              |
| 127 | Isla de Man                               | 1,88                              |
| 128 | Mongolia                                  | 1,87                              |
| 129 | Kosovo                                    | 1,87                              |
| 130 | Arabia Saudita                            | 1,87                              |
| 131 | Nueva Zelanda                             | 1,85                              |
| 132 | Nepal                                     | 1,85                              |
| 133 | Estados Unidos                            | 1,84                              |
| 134 | Nicaragua                                 | 1,83                              |
| 135 | Nueva Caledonia                           | 1,83                              |
| 136 | Islas Caimán                              | 1,82                              |
| 137 | Aruba                                     | 1,82                              |
| 138 | Corea del Norte                           | 1,81                              |
| 139 | Seychelles                                | 1,81                              |
| 140 | San Martín (Francia)                      | 1,80                              |
| 141 | Montenegro                                | 1,80                              |
| 142 | México                                    | 1,79                              |
| 143 | Polinesia Francesa                        | 1,79                              |
| 144 | Dinamarca                                 | 1,77                              |
| 145 | Bélgica                                   | 1,76                              |
| 146 | San Cristóbal y Nieves                    | 1,76                              |
| 147 | Bután                                     | 1,76                              |
| 148 | Chile                                     | 1,75                              |
| 149 | Uruguay                                   | 1,75                              |
| 150 | Finlandia                                 | 1,74                              |
| 151 | Brasil                                    | 1,74                              |
| 152 | San Vicente y las Granadinas              | 1,74                              |
| 153 | Brunéi                                    | 1,73                              |
| 154 | República Checa                           | 1,73                              |
| 155 | Australia                                 | 1,73                              |
| 156 | Malasia                                   | 1,73                              |
| 157 | Anguila                                   | 1,72                              |
| 158 | Irlanda                                   | 1,72                              |
| 159 | Líbano                                    | 1,71                              |
| 160 | Wallis y Futuna                           | 1,71                              |
| 161 | Santa Lucía                               | 1,71                              |
| 162 | Cuba                                      | 1,71                              |
| 163 | Barbados                                  | 1,70                              |
| 164 | Islas Turcas y Caicos                     | 1,70                              |
| 165 | Maldivas                                  | 1,70                              |
| 166 | Palaos                                    | 1,70                              |
| 167 | Azerbaiyán                                | 1,69                              |
| 168 | Liechtenstein                             | 1,69                              |
| 169 | Suecia                                    | 1,67                              |
| 170 | Jersey                                    | 1,66                              |
| 171 | Baréin                                    | 1,65                              |
| 172 | Armenia                                   | 1,65                              |
| 173 | San Bartolomé                             | 1,64                              |
| 174 | Trinidad y Tobago                         | 1,63                              |
| 175 | Luxemburgo                                | 1,63                              |
| 176 | Rumania                                   | 1,63                              |
| 177 | Reino Unido                               | 1,63                              |
| 178 | Estonia                                   | 1,62                              |
| 179 | Lituania                                  | 1,62                              |
| 180 | Países Bajos                              | 1,61                              |
| 181 | Santa Elena, Ascensión y Tristán de Acuña | 1,61                              |
| 182 | Emiratos Árabes Unidos                    | 1,61                              |
| 183 | San Pedro y Miquelón                      | 1,60                              |
| 184 | Eslovaquia                                | 1,60                              |
| 185 | Eslovenia                                 | 1,60                              |
| 186 | Hungría                                   | 1,60                              |
| 187 | Suiza                                     | 1,59                              |
| 188 | Guernesey                                 | 1,59                              |
| 189 | Canadá                                    | 1,58                              |
| 190 | Alemania                                  | 1,58                              |
| 191 | Noruega                                   | 1,57                              |
| 192 | Letonia                                   | 1,55                              |
| 193 | China                                     | 1,55                              |
| 194 | Albania                                   | 1,55                              |
| 195 | San Marino                                | 1,54                              |
| 196 | Mónaco                                    | 1,54                              |
| 197 | Tailandia                                 | 1,54                              |
| 198 | Macedonia del Norte                       | 1,53                              |
| 199 | Rusia                                     | 1,52                              |
| 200 | Austria                                   | 1,52                              |
| 201 | Malta                                     | 1,51                              |
| 202 | Bulgaria                                  | 1,51                              |
| 203 | Chipre                                    | 1,49                              |
| 204 | Andorra                                   | 1,47                              |
| 205 | Serbia                                    | 1,46                              |
| 206 | Croacia                                   | 1,46                              |
| 207 | Portugal                                  | 1,45                              |
| 208 | Bielorrusia                               | 1,45                              |
| 209 | Bahamas                                   | 1,44                              |
| 210 | Costa Rica                                | 1,43                              |
| 211 | Grecia                                    | 1,41                              |
| 212 | Japón                                     | 1,40                              |
| 213 | Islas Vírgenes Británicas                 | 1,38                              |
| 214 | Bosnia y Herzegovina                      | 1,38                              |
| 215 | Mauricio                                  | 1,36                              |
| 216 | Montserrat                                | 1,33                              |
| 217 | Polonia                                   | 1,32                              |
| 218 | España                                    | 1,30                              |
| 219 | Italia                                    | 1,26                              |
| 220 | Puerto Rico                               | 1,26                              |
| 221 | Moldavia                                  | 1,26                              |
| 222 | Macao                                     | 1,24                              |
| 223 | Hong Kong                                 | 1,24                              |
| 224 | Ucrania                                   | 1,22                              |
| 225 | Singapur                                  | 1,17                              |
| 226 | Corea del Sur                             | 1,12                              |
| 227 | Taiwán                                    | 1,11                              |

## Tasa mundial de fertilidad (2050)
| N.º | País                                      | Nacimientos por mujer (2050 est.) |
| --- | ----------------------------------------- | --------------------------------- |
| 1   | Níger                                     | 4.25                              |
| 2   | Chad                                      | 3.75                              |
| 3   | República Democrática del Congo           | 3.75                              |
| 4   | Somalia                                   | 3.49                              |
| 5   | Malí                                      | 3.44                              |
| 6   | Benín                                     | 3.34                              |
| 7   | República Centroafricana                  | 3.17                              |
| 8   | Angola                                    | 3.17                              |
| 9   | Mayotte                                   | 3.12                              |
| 10  | Costa de Marfil                           | 3.10                              |
| 11  | Senegal                                   | 3.07                              |
| 12  | Togo                                      | 3.04                              |
| 13  | Tanzania                                  | 3.03                              |
| 14  | Nigeria                                   | 2.99                              |
| 15  | Camerún                                   | 2.98                              |
| 16  | Sudán                                     | 2.96                              |
| 17  | Burundi                                   | 2.92                              |
| 18  | República del Congo                       | 2.91                              |
| 19  | Mauritania                                | 2.87                              |
| 20  | Zambia                                    | 2.86                              |
| 21  | Islas Salomón                             | 2.86                              |
| 22  | Vanuatu                                   | 2.86                              |
| 23  | Samoa                                     | 2.83                              |
| 24  | Burkina Faso                              | 2.82                              |
| 25  | Mozambique                                | 2.77                              |
| 26  | Guinea                                    | 2.74                              |
| 27  | Comoras                                   | 2.73                              |
| 28  | Liberia                                   | 2.68                              |
| 29  | Madagascar                                | 2.68                              |
| 30  | Sudán del Sur                             | 2.64                              |
| 31  | Guayana Francesa                          | 2.63                              |
| 32  | Santo Tomé y Príncipe                     | 2.63                              |
| 33  | Afganistán                                | 2.62                              |
| 34  | Gambia                                    | 2.62                              |
| 35  | Guinea-Bisáu                              | 2.60                              |
| 36  | Ruanda                                    | 2.59                              |
| 37  | Etiopía                                   | 2.59                              |
| 38  | Malaui                                    | 2.57                              |
| 39  | Uganda                                    | 2.57                              |
| 40  | Nauru                                     | 2.56                              |
| 41  | Ghana                                     | 2.56                              |
| 42  | Irak                                      | 2.56                              |
| 43  | Tuvalu                                    | 2.55                              |
| 44  | Kiribati                                  | 2.53                              |
| 45  | Tonga                                     | 2.52                              |
| 46  | Zimbabue                                  | 2.48                              |
| 47  | Eritrea                                   | 2.48                              |
| 48  | Gabón                                     | 2.47                              |
| 49  | Guinea Ecuatorial                         | 2.44                              |
| 50  | Kazajistán                                | 2.42                              |
| 51  | Yemen                                     | 2.41                              |
| 52  | Pakistán                                  | 2.41                              |
| 53  | Namibia                                   | 2.41                              |
| 54  | Israel                                    | 2.40                              |
| 55  | Sierra Leona                              | 2.40                              |
| 56  | Tayikistán                                | 2.40                              |
| 57  | Palestina                                 | 2.38                              |
| 58  | Kenia                                     | 2.35                              |
| 59  | Papúa Nueva Guinea                        | 2.33                              |
| 60  | Kirguistán                                | 2.30                              |
| 61  | Egipto                                    | 2.25                              |
| 62  | Lesoto                                    | 2.24                              |
| 63  | Islas Feroe                               | 2.20                              |
| 64  | Filipinas                                 | 2.15                              |
| 65  | Haití                                     | 2.10                              |
| 66  | Uzbekistán                                | 2.09                              |
| 67  | Suazilandia                               | 2.09                              |
| 68  | Botsuana                                  | 2.08                              |
| 69  | Yibuti                                    | 2.06                              |
| 70  | Bolivia                                   | 2.06                              |
| 71  | Guam                                      | 2.05                              |
| 72  | Micronesia                                | 2.05                              |
| 73  | Tokelau                                   | 2.05                              |
| 74  | Jordania                                  | 2.04                              |
| 75  | Timor Oriental                            | 2.03                              |
| 76  | Mongolia                                  | 2.03                              |
| 77  | Turkmenistán                              | 2.03                              |
| 78  | Siria                                     | 2.03                              |
| 79  | Argelia                                   | 2.01                              |
| 80  | Fiyi                                      | 2.01                              |
| 81  | Paraguay                                  | 2.00                              |
| 82  | Islas Marshall                            | 1.99                              |
| 83  | San Martín (Francia)                      | 1.98                              |
| 84  | Guyana                                    | 1.97                              |
| 85  | Niue                                      | 1.97                              |
| 86  | Surinam                                   | 1.93                              |
| 87  | Sudáfrica                                 | 1.93                              |
| 88  | Panamá                                    | 1.93                              |
| 89  | Palaos                                    | 1.92                              |
| 90  | Seychelles                                | 1.92                              |
| 91  | Omán                                      | 1.91                              |
| 92  | Honduras                                  | 1.90                              |
| 93  | Laos                                      | 1.89                              |
| 94  | Camboya                                   | 1.89                              |
| 95  | Samoa Americana                           | 1.89                              |
| 96  | Marruecos                                 | 1.89                              |
| 97  | Reunión                                   | 1.89                              |
| 98  | Arabia Saudita                            | 1.88                              |
| 99  | Sahara Occidental                         | 1.87                              |
| 100 | Guatemala                                 | 1.87                              |
| 101 | Islas Marianas del Norte                  | 1.87                              |
| 102 | Mónaco                                    | 1.86                              |
| 103 | Indonesia                                 | 1.86                              |
| 104 | Nicaragua                                 | 1.86                              |
| 105 | Venezuela                                 | 1.86                              |
| 106 | Islas Cook                                | 1.86                              |
| 107 | Libia                                     | 1.85                              |
| 108 | República Dominicana                      | 1.85                              |
| 109 | Islas Vírgenes de los Estados Unidos      | 1.85                              |
| 110 | Vietnam                                   | 1.85                              |
| 111 | Georgia                                   | 1.84                              |
| 112 | Birmania                                  | 1.84                              |
| 113 | Guadalupe                                 | 1.83                              |
| 114 | Perú                                      | 1.83                              |
| 115 | Líbano                                    | 1.82                              |
| 116 | Kuwait                                    | 1.81                              |
| 117 | Túnez                                     | 1.81                              |
| 118 | Groenlandia                               | 1.80                              |
| 119 | Nueva Caledonia                           | 1.79                              |
| 120 | India                                     | 1.78                              |
| 121 | Belice                                    | 1.78                              |
| 122 | Granada                                   | 1.78                              |
| 123 | Ecuador                                   | 1.78                              |
| 124 | Sri Lanka                                 | 1.78                              |
| 125 | Francia                                   | 1.77                              |
| 126 | Nepal                                     | 1.76                              |
| 127 | Martinica                                 | 1.76                              |
| 128 | Moldavia                                  | 1.75                              |
| 129 | Bangladés                                 | 1.75                              |
| 130 | Wallis y Futuna                           | 1.75                              |
| 131 | Argentina                                 | 1.74                              |
| 132 | Turquía                                   | 1.74                              |
| 133 | Gibraltar                                 | 1.73                              |
| 134 | Cabo Verde                                | 1.72                              |
| 135 | Rusia                                     | 1.72                              |
| 136 | República Checa                           | 1.71                              |
| 137 | Irlanda                                   | 1.71                              |
| 138 | Dinamarca                                 | 1.71                              |
| 139 | Rumania                                   | 1.71                              |
| 140 | Estados Unidos                            | 1.70                              |
| 141 | San Vicente y las Granadinas              | 1.69                              |
| 142 | Nueva Zelanda                             | 1.69                              |
| 143 | Lituania                                  | 1.69                              |
| 144 | Eslovenia                                 | 1.69                              |
| 145 | Corea del Norte                           | 1.69                              |
| 146 | Suecia                                    | 1.69                              |
| 147 | México                                    | 1.68                              |
| 148 | Malasia                                   | 1.68                              |
| 149 | Baréin                                    | 1.68                              |
| 150 | El Salvador                               | 1.67                              |
| 151 | Estonia                                   | 1.67                              |
| 152 | Irán                                      | 1.67                              |
| 153 | Brunéi                                    | 1.67                              |
| 154 | Islandia                                  | 1.67                              |
| 155 | Bielorrusia                               | 1.66                              |
| 156 | Catar                                     | 1.66                              |
| 157 | Bélgica                                   | 1.66                              |
| 158 | Australia                                 | 1.65                              |
| 159 | Países Bajos                              | 1.65                              |
| 160 | Bulgaria                                  | 1.65                              |
| 161 | Maldivas                                  | 1.65                              |
| 162 | Curazao                                   | 1.64                              |
| 163 | Reino Unido                               | 1.64                              |
| 164 | Barbados                                  | 1.64                              |
| 165 | Eslovaquia                                | 1.64                              |
| 166 | Montenegro                                | 1.64                              |
| 167 | Colombia                                  | 1.64                              |
| 168 | Polinesia Francesa                        | 1.64                              |
| 169 | Azerbaiyán                                | 1.63                              |
| 170 | Santa Elena, Ascensión y Tristán de Acuña | 1.63                              |
| 171 | Caribe Neerlandés                         | 1.63                              |
| 172 | Hungría                                   | 1.63                              |
| 173 | Letonia                                   | 1.62                              |
| 174 | Islas Turcas y Caicos                     | 1.62                              |
| 175 | Noruega                                   | 1.61                              |
| 176 | Islas Malvinas                            | 1.61                              |
| 177 | Armenia                                   | 1.60                              |
| 178 | Brasil                                    | 1.60                              |
| 179 | Trinidad y Tobago                         | 1.60                              |
| 180 | Dominica                                  | 1.60                              |
| 181 | Isla de Man                               | 1.59                              |
| 182 | San Pedro y Miquelón                      | 1.59                              |
| 183 | San Martín (Países Bajos)                 | 1.59                              |
| 184 | Antigua y Barbuda                         | 1.59                              |
| 185 | Suiza                                     | 1.59                              |
| 186 | Serbia                                    | 1.58                              |
| 187 | Alemania                                  | 1.58                              |
| 188 | Austria                                   | 1.57                              |
| 189 | Montserrat                                | 1.57                              |
| 190 | Cuba                                      | 1.57                              |
| 191 | Polonia                                   | 1.56                              |
| 192 | Jersey                                    | 1.56                              |
| 193 | Liechtenstein                             | 1.56                              |
| 194 | Chile                                     | 1.56                              |
| 195 | Guernsey                                  | 1.55                              |
| 196 | Kosovo                                    | 1.55                              |
| 197 | San Cristóbal y Nieves                    | 1.55                              |
| 198 | Canadá                                    | 1.55                              |
| 199 | Costa Rica                                | 1.54                              |
| 200 | Uruguay                                   | 1.53                              |
| 201 | Finlandia                                 | 1.53                              |
| 202 | Luxemburgo                                | 1.52                              |
| 203 | Croacia                                   | 1.52                              |
| 204 | Macedonia del Norte                       | 1.51                              |
| 205 | Emiratos Árabes Unidos                    | 1.49                              |
| 206 | Ucrania                                   | 1.49                              |
| 207 | Bermudas                                  | 1.49                              |
| 208 | Malta                                     | 1.48                              |
| 209 | Bahamas                                   | 1.48                              |
| 210 | Grecia                                    | 1.48                              |
| 211 | Santa Lucía                               | 1.47                              |
| 212 | Bután                                     | 1.47                              |
| 213 | Portugal                                  | 1.47                              |
| 214 | Mauricio                                  | 1.47                              |
| 215 | Japón                                     | 1.47                              |
| 216 | Albania                                   | 1.47                              |
| 217 | España                                    | 1.45                              |
| 218 | Jamaica                                   | 1.45                              |
| 219 | Chipre                                    | 1.45                              |
| 220 | Bosnia and Herzegovina                    | 1.45                              |
| 221 | Tailandia                                 | 1.44                              |
| 222 | Italia                                    | 1.44                              |
| 223 | Macao                                     | 1.44                              |
| 224 | Anguila                                   | 1.42                              |
| 225 | Puerto Rico                               | 1.42                              |
| 226 | Taiwán                                    | 1.41                              |
| 227 | China                                     | 1.39                              |
| 228 | Islas Caimán                              | 1.38                              |
| 229 | Aruba                                     | 1.37                              |
| 230 | Andorra                                   | 1.35                              |
| 231 | San Marino                                | 1.35                              |
| 232 | San Bartolomé                             | 1.27                              |
| 233 | Islas Vírgenes Británicas                 | 1.27                              |
| 234 | Singapur                                  | 1.25                              |
| 235 | Corea del Sur                             | 1.17                              |
| 236 | Hong Kong                                 | 1.06                              |

## Tasa mundial de fertilidad (2100)
| N.º | País                                      | Nacimientos por mujer (2100 est.) |
| --- | ----------------------------------------- | --------------------------------- |
| 1   | Níger                                     | 2.22                              |
| 2   | Benín                                     | 2.20                              |
| 3   | Costa de Marfil                           | 2.15                              |
| 4   | Togo                                      | 2.12                              |
| 5   | Mayotte                                   | 2.12                              |
| 6   | Senegal                                   | 2.12                              |
| 7   | Vanuatu                                   | 2.12                              |
| 8   | Chad                                      | 2.11                              |
| 9   | República Democrática del Congo           | 2.09                              |
| 10  | República del Congo                       | 2.08                              |
| 11  | Camerún                                   | 2.08                              |
| 12  | Sudán                                     | 2.07                              |
| 13  | Tanzania                                  | 2.06                              |
| 14  | Somalia                                   | 2.06                              |
| 15  | Angola                                    | 2.06                              |
| 16  | Islas Salomón                             | 2.06                              |
| 17  | Malí                                      | 2.05                              |
| 18  | Mauritania                                | 2.02                              |
| 19  | Zambia                                    | 2.02                              |
| 20  | Samoa                                     | 2.01                              |
| 21  | Guyana Francesa                           | 2.01                              |
| 22  | Burundi                                   | 2.00                              |
| 23  | Nigeria                                   | 1.98                              |
| 24  | Burkina Faso                              | 1.97                              |
| 25  | Liberia                                   | 1.97                              |
| 26  | Nauru                                     | 1.97                              |
| 27  | Tuvalu                                    | 1.97                              |
| 28  | Madagascar                                | 1.97                              |
| 29  | Comoras                                   | 1.97                              |
| 30  | República Centroafricana                  | 1.96                              |
| 31  | Guinea                                    | 1.95                              |
| 32  | Santo Tomé y Príncipe                     | 1.95                              |
| 33  | Mozambique                                | 1.95                              |
| 34  | Tonga                                     | 1.94                              |
| 35  | Ghana                                     | 1.94                              |
| 36  | Kiribati                                  | 1.94                              |
| 37  | Guinea-Bisáu                              | 1.93                              |
| 38  | Irak                                      | 1.92                              |
| 39  | Israel                                    | 1.92                              |
| 40  | Sudán del Sur                             | 1.91                              |
| 41  | Malaui                                    | 1.91                              |
| 42  | Kazajistán                                | 1.91                              |
| 43  | Gabón                                     | 1.89                              |
| 44  | Gambia                                    | 1.89                              |
| 45  | Zimbabue                                  | 1.89                              |
| 46  | Ruanda                                    | 1.88                              |
| 47  | Eritrea                                   | 1.88                              |
| 48  | Tayikistán                                | 1.87                              |
| 49  | Afganistán                                | 1.87                              |
| 50  | Etiopía                                   | 1.87                              |
| 51  | Kirguistán                                | 1.87                              |
| 52  | Papúa Nueva Guinea                        | 1.87                              |
| 53  | Uganda                                    | 1.87                              |
| 54  | Namibia                                   | 1.86                              |
| 55  | Guinea Ecuatorial                         | 1.86                              |
| 56  | Pakistán                                  | 1.86                              |
| 57  | Palestina                                 | 1.85                              |
| 58  | Islas Feroe                               | 1.85                              |
| 59  | Egipto                                    | 1.85                              |
| 60  | Sierra Leona                              | 1.84                              |
| 61  | Kenia                                     | 1.84                              |
| 62  | Lesoto                                    | 1.84                              |
| 63  | Yemen                                     | 1.82                              |
| 64  | Haití                                     | 1.80                              |
| 65  | Mongolia                                  | 1.79                              |
| 66  | Uzbekistán                                | 1.79                              |
| 67  | Filipinas                                 | 1.79                              |
| 68  | Guam                                      | 1.79                              |
| 69  | Bolivia                                   | 1.79                              |
| 70  | Turkmenistán                              | 1.79                              |
| 71  | Micronesia                                | 1.78                              |
| 72  | Argelia                                   | 1.78                              |
| 73  | Yibuti                                    | 1.78                              |
| 74  | Botsuana                                  | 1.78                              |
| 75  | Rusia                                     | 1.78                              |
| 76  | San Martín (Francia)                      | 1.77                              |
| 77  | Fiyi                                      | 1.77                              |
| 78  | Guyana                                    | 1.77                              |
| 79  | Vietnam                                   | 1.77                              |
| 80  | Tokelau                                   | 1.77                              |
| 81  | Jordania                                  | 1.77                              |
| 82  | Suazilandia                               | 1.76                              |
| 83  | Seychelles                                | 1.76                              |
| 84  | Siria                                     | 1.76                              |
| 85  | Paraguay                                  | 1.76                              |
| 86  | Surinam                                   | 1.76                              |
| 87  | Omán                                      | 1.75                              |
| 88  | Niue                                      | 1.75                              |
| 89  | Palaos                                    | 1.75                              |
| 90  | Timor Oriental                            | 1.75                              |
| 91  | Mónaco                                    | 1.75                              |
| 92  | Francia                                   | 1.75                              |
| 93  | Moldavia                                  | 1.74                              |
| 94  | Panamá                                    | 1.74                              |
| 95  | Marruecos                                 | 1.74                              |
| 96  | Reunión                                   | 1.74                              |
| 97  | Dinamarca                                 | 1.74                              |
| 98  | Guadalupe                                 | 1.74                              |
| 99  | Islas Vírgenes de los Estados Unidos      | 1.74                              |
| 100 | Islas Marshall                            | 1.74                              |
| 101 | Samoa Americana                           | 1.74                              |
| 102 | Georgia                                   | 1.74                              |
| 103 | Camboya                                   | 1.74                              |
| 104 | Islas Marianas del Norte                  | 1.74                              |
| 105 | Honduras                                  | 1.74                              |
| 106 | Laos                                      | 1.73                              |
| 107 | República Dominicana                      | 1.73                              |
| 108 | Arabia Saudita                            | 1.72                              |
| 109 | Bielorrusia                               | 1.72                              |
| 110 | Sahara Occidental                         | 1.72                              |
| 111 | Islas Cook                                | 1.72                              |
| 112 | Guatemala                                 | 1.72                              |
| 113 | Indonesia                                 | 1.72                              |
| 114 | República Checa                           | 1.72                              |
| 115 | Libia                                     | 1.72                              |
| 116 | Sudáfrica                                 | 1.72                              |
| 117 | Birmania                                  | 1.72                              |
| 118 | Perú                                      | 1.71                              |
| 119 | Túnez                                     | 1.71                              |
| 120 | Kuwait                                    | 1.71                              |
| 121 | Groenlandia                               | 1.71                              |
| 122 | Líbano                                    | 1.71                              |
| 123 | Venezuela                                 | 1.71                              |
| 124 | Nicaragua                                 | 1.71                              |
| 125 | Martinica                                 | 1.71                              |
| 126 | Estados Unidos                            | 1.71                              |
| 127 | Lituania                                  | 1.71                              |
| 128 | Rumania                                   | 1.71                              |
| 129 | Granada                                   | 1.70                              |
| 130 | Eslovenia                                 | 1.70                              |
| 131 | Bangladés                                 | 1.70                              |
| 132 | Suecia                                    | 1.70                              |
| 133 | Nueva Caledonia                           | 1.70                              |
| 134 | Argentina                                 | 1.70                              |
| 135 | Ecuador                                   | 1.70                              |
| 136 | Sri Lanka                                 | 1.69                              |
| 137 | India                                     | 1.69                              |
| 138 | Australia                                 | 1.69                              |
| 139 | Irlanda                                   | 1.69                              |
| 140 | Wallis y Futuna                           | 1.69                              |
| 141 | Nepal                                     | 1.69                              |
| 142 | Bélgica                                   | 1.68                              |
| 143 | Gibraltar                                 | 1.68                              |
| 144 | Cabo Verde                                | 1.68                              |
| 145 | Belice                                    | 1.68                              |
| 146 | Estonia                                   | 1.68                              |
| 147 | Turquía                                   | 1.68                              |
| 148 | Bulgaria                                  | 1.68                              |
| 149 | Países Bajos                              | 1.67                              |
| 150 | San Vicente y las Granadinas              | 1.67                              |
| 151 | Corea del Norte                           | 1.67                              |
| 152 | Eslovaquia                                | 1.67                              |
| 153 | Reino Unido                               | 1.66                              |
| 154 | Irán                                      | 1.66                              |
| 155 | El Salvador                               | 1.66                              |
| 156 | México                                    | 1.66                              |
| 157 | Islandia                                  | 1.66                              |
| 158 | Baréin                                    | 1.66                              |
| 159 | Nueva Zelanda                             | 1.66                              |
| 160 | Catar                                     | 1.65                              |
| 161 | Malasia                                   | 1.65                              |
| 162 | Hungría                                   | 1.65                              |
| 163 | Montenegro                                | 1.65                              |
| 164 | Colombia                                  | 1.65                              |
| 165 | Brunéi                                    | 1.65                              |
| 166 | Maldivas                                  | 1.65                              |
| 167 | Santa Elena, Ascensión y Tristán de Acuña | 1.64                              |
| 168 | Caribe Neerlandés                         | 1.64                              |
| 169 | Curazao                                   | 1.64                              |
| 170 | Trinidad y Tobago                         | 1.64                              |
| 171 | Islas Malvinas                            | 1.64                              |
| 172 | Azerbaiyán                                | 1.64                              |
| 173 | Noruega                                   | 1.64                              |
| 174 | Barbados                                  | 1.64                              |
| 175 | Letonia                                   | 1.64                              |
| 176 | Polinesia francesa                        | 1.64                              |
| 177 | Antigua y Barbuda                         | 1.64                              |
| 178 | San Martín (Países Bajos)                 | 1.63                              |
| 179 | Dominica                                  | 1.63                              |
| 180 | Brasil                                    | 1.63                              |
| 181 | Islas Turcas y Caicos                     | 1.63                              |
| 182 | Suiza                                     | 1.63                              |
| 183 | Serbia                                    | 1.62                              |
| 184 | San Pedro y Miquelón                      | 1.62                              |
| 185 | Armenia                                   | 1.62                              |
| 186 | Montserrat                                | 1.62                              |
| 187 | Cuba                                      | 1.61                              |
| 188 | Alemania                                  | 1.61                              |
| 189 | Isla de Man                               | 1.61                              |
| 190 | Chile                                     | 1.61                              |
| 191 | Kosovo                                    | 1.61                              |
| 192 | San Cristóbal y Nieves                    | 1.61                              |
| 193 | Croacia                                   | 1.60                              |
| 194 | Jersey                                    | 1.60                              |
| 195 | Uruguay                                   | 1.60                              |
| 196 | Costa Rica                                | 1.60                              |
| 197 | Austria                                   | 1.60                              |
| 198 | Liechtenstein                             | 1.60                              |
| 199 | Polonia                                   | 1.60                              |
| 200 | Guernsey                                  | 1.60                              |
| 201 | Finlandia                                 | 1.59                              |
| 202 | Emiratos Árabes Unidos                    | 1.58                              |
| 203 | Luxemburgo                                | 1.58                              |
| 204 | Santa Lucía                               | 1.58                              |
| 205 | Malta                                     | 1.58                              |
| 206 | Ucrania                                   | 1.58                              |
| 207 | Bahamas                                   | 1.57                              |
| 208 | Canadá                                    | 1.57                              |
| 209 | Bermudas                                  | 1.57                              |
| 210 | Bután                                     | 1.57                              |
| 211 | Macedonia del Norte                       | 1.57                              |
| 212 | Mauricio                                  | 1.57                              |
| 213 | Bosnia y Herzegovina                      | 1.57                              |
| 214 | Albania                                   | 1.57                              |
| 215 | Macao                                     | 1.57                              |
| 216 | Jamaica                                   | 1.56                              |
| 217 | Portugal                                  | 1.56                              |
| 218 | Chipre                                    | 1.56                              |
| 219 | Anguila                                   | 1.55                              |
| 220 | Japón                                     | 1.55                              |
| 221 | Tailandia                                 | 1.54                              |
| 222 | España                                    | 1.54                              |
| 223 | Puerto Rico                               | 1.54                              |
| 224 | Taiwán                                    | 1.53                              |
| 225 | Grecia                                    | 1.53                              |
| 226 | Aruba                                     | 1.52                              |
| 227 | Islas Caimán                              | 1.52                              |
| 228 | Italia                                    | 1.52                              |
| 229 | Andorra                                   | 1.52                              |
| 230 | San Marino                                | 1.51                              |
| 231 | San Bartolomé                             | 1.49                              |
| 232 | China                                     | 1.48                              |
| 233 | Islas Vírgenes Británicas                 | 1.48                              |
| 234 | Corea del Sur                             | 1.43                              |
| 235 | Singapur                                  | 1.38                              |
| 236 | Hong Kong                                 | 1.30                              |